# Impact potentiel d'un contact avec une civilisation extraterrestre
L'impact potentiel d'un contact avec une civilisation extraterrestre est l’ensemble de changements dans la science, la technologie, la religion, la politique et l'écosystème qui résulteraient d'un contact avec une civilisation extraterrestre. Bien qu'étroitement liée au Search for Extra-Terrestrial Intelligence (SETI), l'étude de l'impact d'un contact en est distincte, le SETI essayant de détecter une vie intelligente, l’étude de l'impact analysant les conséquences d'un tel contact.
Les changements qui résulteraient d'un contact avec une civilisation extraterrestre varieraient beaucoup typologiquement et en importance en fonction du niveau d'agressivité ou de bienveillance de cette civilisation, de son niveau technologique, du niveau d'intercompréhension entre cette civilisation et l'Humanité. La façon dont l'Humanité est contactée, que ce soit par onde électromagnétique, un objet extraterrestre ou par contact direct pourrait influencer le résultat du dit contact. En prenant en compte tous ces facteurs, plusieurs théories ont été élaborées pour tenter de définir les implications d'un contact.
Un contact avec une civilisation très en avance technologiquement sur l'humanité a été souvent comparé à la rencontre entre deux cultures humaines très différentes, en particulier l'échange colombien. De telles rencontres ont donné lieu à la destruction de la civilisation contactée, et donc la destruction de la civilisation humaine pourrait être le résultat d'un contact avec une civilisation extraterrestre. D'autres études rejettent cette hypothèse, suggérant un impact scientifique bénéfique tel que la révolution copernicienne ou darwinienne même si en l'absence de tout contact et dans la mesure où toute civilisation extraterrestre est a priori inconnaissable, il est impossible de prévoir avec certitude quel serait ce résultat.

## Scénarios de contact et études
Le radioastronome Nikolaï Kardachev, auteur de la théorie de l'échelle de Kardachev estime qu'il est très probable qu'une supercivilisation ait déjà détecté et observé l'Humanité au moyen de télescopes de dimensions cosmiques. Il en parle notamment dans un article publié en 1997 sur ce sujet, intitulé Radioastron - a Radio Telescope Much Greater than the Earth. Pour cette supercivilisation, la science de l'« ethnographie cosmique » doit être hautement développée. Or, le fait qu'aucun contact n'ait été établi jusqu'à présent pourrait s'expliquer par les considérations éthiques de ces civilisations. Partant de ce principe, Kardachev n'entrevoit que deux scénarios d'évolution possibles pour une supercivilisation : l'évolution naturelle et l'évolution consécutive aux contacts avec d'autres civilisations extraterrestres. Il estime plus probable le scénario reposant sur le contact de deux civilisations hautement développées technologiquement et culturellement ; ce scénario, qu'il intitule « hypothèse de l'urbanisation » (Urbanization Hypothesis), aboutirait à regrouper et unifier plusieurs civilisations au sein de quelques régions compactes de l'Univers.

## Contact dans la culture populaire
- Le thème de la provolution est populaire dans la littérature et le cinéma, dans le Cycle de l'Élévation (1980) de David Brin notamment.
- La Directive Première dans Star Trek, qui régule le contact avec les civilisations moins avancées.